# Проспекты Москвы
Проспе́ктами в Москве называются преимущественно основные транспортные магистрали — улицы с многорядным транспортным движением.

## Этимология
Слова «преспект» и «преспектива» в значении план какого-либо издания, сочинения а также справочное издание рекламного характера впервые встречаются в русском языке в 1706 и 1792 годах соответственно. В значении улица отмечаются в Санкт-Петербурге с начала XIX века. Слово происходит от итал. prospetto, prospettiva, которые в свою очередь происходят от лат. prospectus — «вид вдаль», «обзор».

## История
Слово «проспект» в значении широкая улица впервые встречается применительно к Москве в 1805 году. В этот год московский генерал-губернатор Александр Андреевич Беклешов обратился к императору Александру II с предложением снести часть китайгородской стены от Никольских до Варварских ворот ввиду её ветхости и устроить на её месте Александровский проспект. Предложение не получило поддержки императора, который распорядился вместо этого отремонтировать стену.
Позднее, уже во второй половине XIX века, проспекты начали появляться в парках — так называли длинные прямые парковые аллеи, обсаженные деревьями. При планировке Петровского парка одна из аллей была названа Московским проспектом, но название не закрепилось. В 1919 году появился Народный проспект в Измайловском парке.
В отличие от Санкт-Петербурга основные городские магистрали Москвы стали именовать «проспектами» только с 1940-х годов — одними из первых были Зелёный и Измайловский. В 1956 году проспектами были названы несколько крупных московских магистралей в районе массовой застройки на юго-западе города, а в 1957 в проспекты были переименованы несколько крупных радиальных шоссе. С 1961 по 1991 год проспектом Маркса именовалась большая улица в центре города, которая после этого была разделена на несколько участков, каждому из которых вернули его исторические названия — улица Охотный Ряд и Моховая. Также названия проспектов в разные годы получали крупные магистрали, проложенные вместо снесённой старой застройки.

## Список существующих проспектов
| Название                          | Год           | Как образован |                      |
| --------------------------------- | ------------- | --- | -------------------- |
| Академика Сахарова проспект       | 1990          | Образован на месте сноса старой застройки. До 1990 года неофициально назывался Новокировским проспектом | [ 4 ] [ 5 ]          |
| Андропова проспект                | 1984          | Выделен из Пролетарского проспекта | [ 6 ] [ 7 ]          |
| Багратиона проспект               | 2023          | Образован в результате переименования Северного дублёра Кутузовского проспекта | [ 8 ]                |
| Балаклавский проспект             | 1965          | Проложен по вновь застраиваемой местности | [ 9 ] [ 10 ] [ 11 ]  |
| Будённого проспект                | 1974          | Образован при расширении существовавшего до этого Слободского и Мейеровского проездов | [ 11 ] [ 12 ]        |
| Вернадского проспект              | 1956          | Проложен по вновь застраиваемой местности | [ 13 ] [ 14 ]        |
| Ветеранов проспект                | 2016          | Образован в результате переименования Проектируемого проезда № 1889 | [ 15 ]               |
| Волгоградский проспект            | 1964          | Образован в результате переименования части Остаповского шоссе, Новорязанского шоссе и Проезжей улицы | [ 16 ] [ 17 ]        |
| Генерала Алексеева проспект       | 2011          | Образован в результате переименования части Центрального проспекта, части 1-го Западного проезда, 3-го Западного проезда и Проектируемого проезда № 4803                                                                           | [ 18 ]               |
| Георгиевский проспект             | 2013          | Образован в результате переименования Проектируемых проездов № 65, 65А, 657 и 4806 | [ 19 ]               |
| Генерала Дорохова проспект        | 2020          | Образован в результате переименования Южного дублёра Кутузовского проспекта | [ 20 ]               |
| Елагинский проспект               | 1988          | Проложен в Измайловском парке | [ 21 ] [ 22 ]        |
| Защитников Москвы проспект        | 2011          | Образован в результате переименования Комсомольского проспекта в бывшем посёлке Некрасовке | [ 23 ]               |
| Зелёный проспект                  | 1950          | Образован в посёлке Новогирееве до его вхождения в состав Москвы в 1960 году до его вхождения в состав Москвы в 1960 году | [ 24 ] [ 25 ]        |
| Измайловский проспект             | 1949          | Проложен при планировании этого района | [ 26 ] [ 27 ]        |
| Комсомольский проспект            | 1958          | Образован в результате переименования улицы Чудовка, Соболевского переулка, Купцовского проезда, площади Фрунзенский Плац и улицы Большие Кочки. До этого объединённая улица в течение какого-то времени именовалась Восточный луч | [ 28 ] [ 29 ]        |
| Куприна проспект                  | ?             | Находится в Сосенском поселении | [ 30 ]               |
| Кутузовский проспект              | 1957          | Образован в результате переименования Новодорогомиловской улицы, улицы Кутузовской слободы и части Можайского шоссе | [ 31 ] [ 32 ]        |
| Ленинградский проспект            | 1957          | Образован в результате переименования части Ленинградского шоссе | [ 33 ] [ 34 ]        |
| Ленинский проспект                | 1957          | Образован в результате переименования Большой Калужской улицы, площади Калужской Заставы и части Калужского шоссе; в 1965 году к проспекту присоединена часть Киевского шоссе                                                      | [ 35 ] [ 36 ]        |
| Лермонтовский проспект            | 1986          | Образован в результате переименования Октябрьского проспекта в деревне Жулебино | [ 37 ] [ 38 ]        |
| Лихачёва проспект                 | 2018          | Образован в результате переименования Проектируемого проезда № 4965 | [ 39 ]               |
| Ломоносовский проспект            | 1956          | Образован при застройке этой части города, в его состав включена часть Боровского шоссе | [ 40 ] [ 41 ]        |
| Магеллана проспект                | ?             | Находится в Сосенском поселении | [ 42 ]               |
| Маршала Жукова проспект           | 1974          | Образован в результате переименования Новохорошевского шоссе, которое было образовано в 1953 году | [ 43 ] [ 44 ]        |
| Мещерский проспект                | 1988 или 1989 | Получил название после присоединения к Москве посёлка Мещёрский как главная улица этого посёлка | [ 45 ] [ 46 ]        |
| Мира проспект                     | 1957          | Образован в результате переименования Большой Алексеевской, Большой Мещанской, Большой Ростокинской, 1-й Мещанской улиц, Троицкого шоссе и части Ярославского шоссе                                                                | [ 47 ] [ 48 ]        |
| Мичуринский проспект              | 1956          | Образован при застройке этой части города | [ 49 ] [ 50 ]        |
| Московский проспект               | XIX век       | Образован при создании Измайловского парка | [ 51 ] [ 52 ]        |
| Новосередневский проспект         | ?             | Находится в Филимонковском поселении | [ 53 ]               |
| Новоясеневский проспект           | 1978          | Образован при застройке этой части города | [ 54 ] [ 55 ]        |
| Московский проспект               | 1965          | Образован при застройке этой части города Зеленограда | [ 51 ] [ 52 ]        |
| Народный проспект                 | 1936          | Проложен при создании Измайловского парка | [ 56 ] [ 57 ]        |
| Нахимовский проспект              | 1965          | Образован при переименовании двух существовавших здесь ранее Проектируемых проездов — № 726 и 1684. В 1994 году к проспекту присоединена улица Красикова                                                                           | [ 58 ] [ 59 ]        |
| Нововатутинский проспект          | ?             | Находится в Десёновском поселении | [ 60 ]               |
| Октябрьский проспект              | ?             | Образован до включения города Троицка в состав Москвы в 2012 году | [ 61 ]               |
| Олимпийский проспект              | 1979          | Образован на месте сноса старой застройки, поглотив Самотёчный проезд и Орловский переулок | [ 62 ] [ 63 ]        |
| Панфиловский проспект             | 1965          | Образован при застройке этой части города Зеленограда. В 2006 году к проспекту был присоединён бывший Проектируемый проезд № 648                                                                                                   | [ 64 ] [ 65 ] [ 66 ] |
| Прокшинский проспект              | ?             | Находится в Сосенском поселении | [ 67 ]               |
| Пролетарский проспект             | 1964          | Образован в результате переименования Проектируемых проездов № 3743 и 1673. В 1965 году к проспекту была присоединена часть Сосновой улицы. В 1984 году часть проспекта была переименована в Проспект Андропова                    | [ 68 ] [ 69 ]        |
| Рязанский проспект                | 1964          | Образован в результате переименования улицы Карачарово и части Рязанского шоссе | [ 70 ] [ 71 ]        |
| Свободный проспект                | 1972          | Образован в результате переименования 14-го проспекта Новогиреево; его местоположение отличается от существовавшего до этого года Свободного проспекта, включённого в состав Зелёного проспекта                                    | [ 25 ] [ 72 ]        |
| Севастопольский проспект          | 1965          | Образован при застройке этой части города | [ 73 ] [ 74 ]        |
| Славского проспект                | 2024          | Образован в результате переименования Проектируемых проездов № 7160, 7161 и 7163 | [ 75 ]               |
| Солнцевский проспект              | 1984          | Образован в результате переименования улиц Кирова и Куйбышева в бывшем городе Солнцеве после его включения в состав Москвы | [ 76 ] [ 77 ]        |
| Сорок Лет Октября проспект        | 1957          | Образован в городе Люблине́ до его включения в состав Москвы | [ 78 ] [ 79 ]        |
| Союзный проспект                  | 1940-е        | Образован при переименовании Баронского проспекта, появившегося при планировке посёлка Новогиреева, с 1930-х годов именовался Советским проспектом                                                                                 | [ 80 ] [ 81 ]        |
| Университетский проспект          | 1956          | Образован при застройке этой части города. В его состав была включена часть Рублёвского шоссе | [ 82 ] [ 83 ]        |
| Федеративный проспект             | 1930-е        | Образован в результате переименования Думского проспекта в посёлке Новогирееве до его вхождения в состав Москвы в 1960 году. В 1967 году к проспекту был присоединён Московский проспект, образованный в бывшем городе Перове      | [ 80 ] [ 84 ]        |
| Центральный проспект              | 1965          | Образован при застройке этой части города Зеленограда | [ 85 ] [ 86 ]        |
| Шестидесятилетия Октября проспект | 1977          | Выделен из Профсоюзной улицы | [ 87 ] [ 88 ]        |

## Список упразднённых и переименованных проспектов
| Название                                                     | Год                         | Как образован | Современный статус |                      |
| ------------------------------------------------------------ | --------------------------- | --- | --- | -------------------- |
| Академический проспект, также проспект Академика Губкина     | до 1958                     | Упоминается под таким названием только в книге Петра Сытина «Из истории московских улиц» как новое название для бывшего Свалочного шоссе | В 1952 году бывшее Свалочное шоссе получило название 1-го Академического проезда, в 1963 году — улицы Вавилова                                                                                               | [ 89 ] [ 90 ] [ 21 ] |
| Александровский проспект                                     | 1805                        | Предполагалась прокладка на месте снесённой китайгородской стены | Не был построен | [ 3 ]                |
| Александровский проспект                                     | 1906                        | Образован при планировке посёлка Новогиреева до его вхождения в состав Москвы в 1960 году | В 1920-е годы переименован в Гиреевский, затем — в Новогиреевский проспект, в 1930-е — в 5-й проспект Новогиреево. Существует в качестве внутридворового проезда, адресных объектов по нему не числится      | [ 91 ]               |
| Алексеевский проспект                                        | XIX век                     | Образован при создании парка Сокольники | Переименован в 3-й Лучевой просек | [ 92 ]               |
| Баклановский проспект                                        | ?                           | Неизвестно. Был переименован в Лыткаринскую улицу, которая позднее была упразднена | Упразднён | [ 9 ]                |
| Баронский, также Бароновский проспект                        | 1906                        | Образован при планировке посёлка Новогиреева до его вхождения в состав Москвы в 1960 году | Не позднее 1960 года переименован в Союзный проспект | [ 93 ] [ 80 ]        |
| Вешняковский проспект                                        | ?                           | Образован в селе Вешнякове до его вхождения в состав Москвы в 1960 году | В 1964 году объединён проспектом Ломоносова в Люберецкий проезд, который был упразднён в конце 1970-х годов                                                                                                  | [ 94 ]               |
| Гиреевский проспект                                          | 1906                        | Образован при планировке посёлка Новогиреева до его вхождения в состав Москвы в 1960 году | В 1920-е годы переименован в Новогиреевский проспект, в 1930-е — в 5-й проспект Новогиреево. Существует в качестве внутридворового проезда, адресных объектов по нему не числится                            | [ 91 ]               |
| Главный проспект                                             | 1936                        | Проложен при создании Измайловского парка | Переименован в Главную аллею | [ 95 ] [ 96 ]        |
| Главный проспект                                             | ?                           | Образован в бывшем городе Кускове | В 1969 году переименован в 3-ю Музейную улицу | [ 95 ] [ 97 ]        |
| Дачный проспект                                              | Конец XIX — начало XX веков | Образован на территории Сельскохозяйственной академии. Именовался также Ивановским проездом и Чувикиным проездом | В 1925 году переименован в Красностуденческий проезд | [ 98 ] [ 99 ]        |
| Дмитровский проспект                                         | 1906                        | Образован при планировке посёлка Новогиреева до его вхождения в состав Москвы в 1960 году | В 1930-е годы переименован во 2-й проспект Новогиреево. Существует в качестве внутридворового проезда, адресных объектов по нему не числится                                                                 | [ 100 ]              |
| Екатерининский проспект                                      | 1906                        | Образован при планировке посёлка Новогиреева до его вхождения в состав Москвы в 1960 году | В 1930-е годы переименован в 4-й проспект Новогиреево, в 1972 году — в Свободный проспект | [ 99 ] [ 101 ]       |
| Еленинский проспект                                          | 1906                        | Образован при планировке посёлка Новогиреева до его вхождения в состав Москвы в 1960 году | В 1930-е годы переименован в 8-й проспект Новогиреево. Упразднён в 1974 году | [ 102 ]              |
| Елизаветинский проспект                                      | 1906                        | Образован при планировке посёлка Новогиреева до его вхождения в состав Москвы в 1960 году | В 1930-е годы переименован в 9-й проспект Новогиреево. Существует в качестве внутридворового проезда, адресных объектов по нему не числится                                                                  | [ 102 ]              |
| Интернациональный проспект                                   | 1920                        | Образован в результате переименования Княжеского проспекта | В 1965 году переименован в улицу Алексея Дикого | [ 103 ] [ 104 ]      |
| Калинина проспект                                            | 1963                        | Образован на месте сноса старой застройки (с 1962 года — Новоарбатский проспект) с добавлением улицы Воздвиженки (в то время — улица Калинина) и Большой Новинский переулок                                                                                                | В 1990 году переименован в улицу Новый Арбат, улице Воздвиженке возвращено историческое название | [ 105 ] [ 106 ]      |
| Кикинский проспект                                           | 1906                        | Образован при планировке посёлка Новогиреева до его вхождения в состав Москвы в 1960 году | В 1930-е годы переименован в 11-й проспект Новогиреево. Существует в качестве внутридворового проезда, адресных объектов по нему не числится                                                                 | [ 107 ]              |
| Княжеский проспект                                           | 1906                        | Образован при планировке посёлка Новогиреева до его вхождения в состав Москвы в 1960 году | В 1920 переименован в Интернациональный проспект, в 1965 году — в улицу Алексея Дикого | [ 104 ] [ 108 ]      |
| Комсомольский проспект                                       | ?                           | Образован в посёлке Некрасовке до его вхождения в состав Москвы в 1960 году году | В 2011 году переименован в проспект Защитников Москвы | [ 23 ]               |
| Конский проспект                                             | ?                           | Образован в селе Вешнякове до его вхождения в состав Москвы в 1960 году | В 1930-е годы переименован в Социалистическую улицу, которая была упразднена в конце 1970-х | [ 109 ]              |
| Косинский проспект                                           | ?                           | Образован в селе Вешнякове до его вхождения в состав Москвы в 1960 году | В 1930 году именовался Ломоносовским проспектом, позднее — проспектом Ломоносова, в 1964 году объединён с Вешняковским проспектом в Люберецкий проезд, который был упразднён в конце 1970-х годов            | [ 110 ]              |
| Красноармейский проспект                                     | ?                           | Образован в посёлке Новогирееве до его вхождения в состав Москвы в 1960 году | Упразднён в 1970 году | [ 111 ]              |
| Краснопресненский проспект                                   | 1970-е — начало 2000-х      | Планируемое название магистрали от площади Никитские Ворота до начала Новорижского шоссе. После постройки магистрали в начале 2000-х годов её составные части сохранили свои названия: улица Красная Пресня, Звенигородское шоссе, улица Мнёвники, проспект Маршала Жукова | Не получил такого названия | [ 112 ] [ 113 ]      |
| Кусковский проспект                                          | ?                           | Образован в селе Вешнякове до его вхождения в состав Москвы в 1960 году | Позднее переименован в Октябрьский проспект, в 1967 году объединён с Вешняковским шоссе в улицу Юности | [ 114 ]              |
| Ленина проспект                                              | ?                           | Образован в городе Люблине́ до его вхождения в состав Москвы в 1960 году | В 1964 году переименован в Краснодонскую улицу | [ 115 ] [ 116 ]      |
| Ленинградский проспект                                       | ?                           | Образован в посёлке Новоховрино до его вхождения в состав Москвы в 1960 году | Точное расположение не установлено, упразднён в 1968 году | [ 33 ]               |
| Ленино посёлка 1-й проспект                                  | до 1935                     | Образован в посёлке Ленине до его вхождении в состав Москвы в 1960 году | Переименован в Ленинский проспект, затем в 1965 году — в 1-ю Радиальную улицу | [ 117 ] [ 118 ]      |
| Ленино посёлка 2-й проспект                                  | до 1935                     | Образован в посёлке Ленине до его вхождении в состав Москвы в 1960 году | Переименован в улицу Горького, затем в 1965 году — в 11-ю Радиальную улицу | [ 117 ] [ 118 ]      |
| Ленино посёлка 3-й проспект                                  | до 1935                     | Образован в посёлке Ленине до его вхождении в состав Москвы в 1960 году | Переименован в Пионерскую улицу, затем в 1965 году — во 10-ю Радиальную улицу | [ 117 ] [ 119 ]      |
| Ленино посёлка 4-й проспект                                  | до 1935                     | Образован в посёлке Ленине до его вхождении в состав Москвы в 1960 году | Переименован в Главную улицу, затем в 1965 году — в 9-ю Радиальную улицу | [ 117 ] [ 118 ]      |
| Ленино посёлка 5-й проспект                                  | до 1935                     | Образован в посёлке Ленине до его вхождении в состав Москвы в 1960 году | Переименован в улицу Пушкина, затем в 1965 году — во 8-ю Радиальную улицу | [ 117 ] [ 118 ]      |
| Ленино посёлка 6-й проспект                                  | до 1935                     | Образован в посёлке Ленине до его вхождении в состав Москвы в 1960 году | Упразднён | [ 120 ] [ 118 ]      |
| Ленино посёлка 7-й проспект                                  | до 1935                     | Образован в посёлке Ленине до его вхождении в состав Москвы в 1960 году | Переименован в улицу Гоголя, затем в 1965 году — во 7-ю Радиальную улицу, которая позднее была упразднена | [ 117 ]              |
| Ленино посёлка 8-й проспект                                  | до 1935                     | Образован в посёлке Ленине до его вхождении в состав Москвы в 1960 году | Упразднён | [ 117 ] [ 118 ]      |
| Ленино посёлка 9-й проспект                                  | до 1935                     | Образован в посёлке Ленине до его вхождении в состав Москвы в 1960 году | Переименован в улицу Свободы, затем в 1965 году — в 6-ю Радиальную улицу | [ 117 ] [ 118 ]      |
| Ленино посёлка 10-й проспект                                 | до 1935                     | Образован в посёлке Ленине до его вхождении в состав Москвы в 1960 году | Упразднён | [ 120 ] [ 118 ]      |
| Ленино посёлка 11-й проспект                                 | до 1935                     | Образован в посёлке Ленине до его вхождении в состав Москвы в 1960 году | В 1951 году переименован в Больничную улицу, затем в Школьный переулок, а в 1965 году — в 5-ю Радиальную улицу                                                                                               | [ 117 ] [ 118 ]      |
| Ленино посёлка 12-й проспект                                 | до 1935                     | Образован в посёлке Ленине до его вхождении в состав Москвы в 1960 году | Переименован в улицу Огарёва, затем в 1965 году — в 4-ю Радиальную улицу, которая позднее была упразднена | [ 117 ]              |
| Ленино посёлка 13-й проспект                                 | до 1935                     | Образован в посёлке Ленине до его вхождении в состав Москвы в 1960 году | Разделён и переименован в Окружную и Школьную улицы, затем в 1965 году вновь объединён и переименован в 3-ю Радиальную улицу                                                                                 | [ 117 ] [ 118 ]      |
| Ленино посёлка 14-й проспект                                 | до 1935                     | Образован в посёлке Ленине до его вхождении в состав Москвы в 1960 году | Переименован в улицу Позднякова, затем в 1965 году — во 2-ю Радиальную улицу | [ 117 ] [ 118 ]      |
| Ленино посёлка 15-й проспект                                 | до 1935                     | Образован в посёлке Ленине до его вхождении в состав Москвы в 1960 году | Упразднён | [ 120 ]              |
| Ленинский проспект                                           | ?                           | Образован в посёлке Бирюлёве до его вхождения в состав Москвы в 1960 году | В 1965 году объединён с улицей Мичурина в Элеваторный переулок, в 1973 году упразднена | [ 121 ]              |
| Ленинский проспект                                           | ?                           | Образован в посёлке Ленине до его вхождении в состав Москвы в 1960 году в результате переименования 1-го проспекта посёлка Ленино | В 1965 году переименован в 1-ю Радиальную улицу | [ 122 ]              |
| Ломоносова проспект                                          | ?                           | Образован в селе Вешнякове до его вхождения в состав Москвы в 1960 году в результате переименования Косинского проспекта | В 1964 году объединён с Вешняковским проспектом в Люберецкий проезд, который был упразднён в конце 1970-х годов                                                                                              | [ 123 ]              |
| Майский проспект                                             | XIX век                     | Проложен при создании парка Сокольники | В 1940-х или в 1950 году переименован в Майский просек | [ 124 ] [ 125 ]      |
| Майский проспект                                             | 1939                        | Проложен в Измайловском парке | В 1990 году переименован в Первомайскую аллею | [ 126 ] [ 127 ]      |
| Манежный проспект                                            | 1906                        | Образован при планировке посёлка Новогиреева до его вхождения в состав Москвы в 1960 году | В 1930-е годы переименован в 7-й проспект Новогиреево | [ 128 ]              |
| Мариинский проспект                                          | 1906                        | Образован при планировке посёлка Новогиреева до его вхождения в состав Москвы в 1960 году | В 1930-е годы переименован в 10-й проспект Новогиреево, в 1976 году — в Мартеновскую улицу | [ 128 ] [ 129 ]      |
| Маркса проспект                                              | 1961                        | Образован в результате переименования улиц Манежной, Моховой и Охотный Ряд | В 1990 году улицам возвращены исторические названия | [ 130 ] [ 131 ]      |
| Маршала Гречко проспект                                      | 1976                        | Образован в результате переименования части Можайского шоссе | В 1994 году присоединён к Кутузовскому проспекту | [ 31 ]               |
| Мейеровский проспект или проезд                              | 1922                        | Образован при планировании застройки этой местности | В 1974 году был объединён со Слободским проспектом в проспект Будённого | [ 11 ] [ 132 ]       |
| Михалковский проспект                                        | ?                           | Образован при планировании дачного посёлка Мещёрский до его включения в состав Москвы | В 1977 году переименован в 6-й Дачно-Мещерский проезд | [ 133 ] [ 134 ]      |
| Московский проспект                                          | XIX век                     | Образован при создании Петровского парка | Название не прижилось и было заменено. Подробности неизвестны | [ 1 ]                |
| Московский проспект                                          | ?                           | Образован в городе Перове до его включения в состав Москвы в 1960 году | В 1967 году присоединён к Федеративному проспекту | [ 51 ] [ 135 ]       |
| Новоарбатский проспект                                       | 1962                        | Образован на месте сноса старой застройки | В 1963 году переименован в проспект Калинина, в 1990 году — в улицу Новый Арбат | [ 106 ] [ 136 ]      |
| Новогиреево 1-й проспект                                     | 1930-е                      | Образован в результате переименования Присяжного проспекта в посёлке Новогирееве до его вхождения в состав Москвы в 1960 году | Существует в качестве внутридворового проезда, адресных объектов по нему не числится | [ 137 ]              |
| Новогиреево 2-й проспект                                     | 1930-е                      | Образован в результате переименования Дмитровского проспекта в посёлке Новогирееве до его вхождения в состав Москвы в 1960 году, в 1974 году к нему был присоединён Правоокружной проезд (он же — Окружной проспект)                                                       | Существует в качестве внутридворового проезда, адресных объектов по нему не числится | [ 138 ]              |
| Новогиреево 3-й проспект                                     | 1930-е                      | Образован в результате переименования Ольгинского проспекта в посёлке Новогирееве до его вхождения в состав Москвы в 1960 году | Существует в качестве внутридворового проезда, адресных объектов по нему не числится | [ 137 ]              |
| Новогиреево 4-й проспект                                     | 1930-е                      | Образован в результате переименования в посёлке Новогирееве до его вхождения в состав Москвы в 1960 году | В 1972 году переименован в Свободный проспект | [ 139 ] [ 140 ]      |
| Новогиреево 5-й проспект                                     | 1930-е                      | Образован в результате переименования Гиреевского или Новогиреевского проспекта в посёлке Новогирееве до его вхождения в состав Москвы в 1960 году | Существует в качестве внутридворового проезда, адресных объектов по нему не числится | [ 139 ]              |
| Новогиреево 6-й проспект                                     | 1930-е                      | Образован в результате переименования Александровского проспекта в посёлке Новогирееве до его вхождения в состав Москвы в 1960 году | Существует в качестве внутридворового проезда, адресных объектов по нему не числится; начальная часть бывшего проспекта застроена                                                                            | [ 91 ]               |
| Новогиреево 7-й проспект                                     | 1930-е                      | Образован в результате переименования Манежного проспекта в посёлке Новогирееве до его вхождения в состав Москвы в 1960 году | Упразднён | [ 128 ]              |
| Новогиреево 8-й проспект                                     | 1930-е                      | Образован в результате переименования Еленинского проспекта в посёлке Новогирееве до его вхождения в состав Москвы в 1960 году | Упразднён в 1974 году | [ 102 ]              |
| Новогиреево 9-й проспект                                     | 1930-е                      | Образован в результате переименования Елизаветинского проспекта в посёлке Новогирееве до его вхождения в состав Москвы в 1960 году | Существует в качестве внутридворового проезда, адресных объектов по нему не числится | [ 102 ]              |
| Новогиреево 10-й проспект                                    | 1930-е                      | Образован в результате переименования Мариинского проспекта в посёлке Новогирееве до его вхождения в состав Москвы в 1960 году | В 1976 году переименован в Мартеновскую улицу | [ 128 ] [ 129 ]      |
| Новогиреево 11-й проспект                                    | 1930-е                      | Образован в результате переименования Кикинского проспекта в посёлке Новогирееве до его вхождения в состав Москвы в 1960 году | Существует в качестве внутридворового проезда, адресных объектов по нему не числится | [ 141 ]              |
| Новогиреевский проспект                                      | 1920-е                      | Образован при планировке посёлка Новогиреева до его вхождения в состав Москвы в 1960 году | В 1930-е годы переименован в 5-й проспект Новогиреево. Существует в качестве внутридворового проезда, адресных объектов по нему не числится                                                                  | [ 139 ]              |
| Новокировский проспект                                       | 1980-е                      | Образован на месте сноса старой застройки. Название неформальное, никогда официально не утверждённое | В 1990 году переименован в проспект Академика Сахарова | [ 142 ]              |
| Окружной проспект                                            | 1906                        | Образован при планировке посёлка Новогиреева до его вхождения в состав Москвы в 1960 году | В 1974 году присоединён ко 2-му проспекту Новогиреево | [ 143 ]              |
| Октябрьский проспект                                         | ?                           | Образован в селе Вешнякове до его вхождения в состав Москвы в 1960 году | В 1967 году переименован в улицу Юности с присоединением Вешняковского шоссе | [ 144 ] [ 145 ]      |
| Октябрьский проспект                                         | ?                           | Образован в деревне Жулебине до её вхождения в состав Москвы в 1985 году | В 1986 году переименован в Лермонтовский проспект | [ 38 ] [ 146 ]       |
| Октябрьский проспект                                         | ?                           | Образован в деревне Косине до её вхождения в состав Москвы в 1984 году | Не позднее 1985 года переименован в Большую Косинскую улицу | [ 144 ] [ 147 ]      |
| Олений Большой проспект                                      | XIX век                     | Проложен при создании парка Сокольники | В конце XIX века присоединён к Большой Оленьей улице | [ 62 ] [ 63 ]        |
| Олений Малый проспект                                        | 1882                        | Проложен при создании парка Сокольники | В 1910 году именовался также Оленьим проспектом, с 1934 года — Малый Олений переулок | [ 62 ] [ 63 ]        |
| Олений проспект                                              | 1910                        | До 1910 года — Малый Олений проспект | С 1934 года —Малый Олений переулок | [ 62 ] [ 63 ]        |
| Ольгинский проспект                                          | 1906                        | Образован при планировке посёлка Новогиреева до его вхождения в состав Москвы в 1960 году | В 1930-е годы переименован в 3-й проспект Новогиреево. Существует в качестве внутридворового проезда, адресных объектов по нему не числится                                                                  | [ 148 ]              |
| Первомайский проспект                                        | ?                           | Проложен по вновь застраиваемой местности | В 1949 году присоединён к Измайловскому проспекту | [ 27 ] [ 149 ]       |
| Первый проспект                                              | ?                           | Образован в дачном посёлке Мещёрский до его включения в состав Москвы | В 1977 году переименован в 1-й Дачно-Мещерский проезд | [ 134 ] [ 150 ]      |
| Петровский проспект                                          | Конец XIX — начало XX веков | Образован на территории Сельскохозяйственной академии | В 1920-е годы переименован в Лиственничную аллею | [ 151 ] [ 152 ]      |
| Пионеров Проспект                                            | ?                           | Образован в городе Бабушкине до его включения в состав Москвы | Точное местоположение не установлено. Упразднён в 1964 году | [ 153 ]              |
| Погонно-Лосиный проспект                                     | XIX век                     | Проложен при создании парка Сокольники | В 1930-х годах включён в состав 6-го Лучевого просека | [ 154 ] [ 155 ]      |
| Полянский проспект                                           | ?                           | Образован в посёлке Бутове до его включения в состав Москвы в 1986 году | В 1986 году включён в состав Новобутовской улицы | [ 156 ] [ 157 ]      |
| Присяжный проспект                                           | 1906                        | Образован при планировке посёлка Новогиреева до его вхождения в состав Москвы в 1960 году | В 1930-е годы переименован в 1-й проспект Новогиреево. Существует в качестве внутридворового проезда, адресных объектов по нему не числится                                                                  | [ 158 ]              |
| Садовый проспект                                             | ?                           | Находился в посёлке Перово Поле | Упразднён | [ 159 ]              |
| Сапёрный проспект                                            | 1960                        | Неизвестно | В 1972 году переименован в Сапёрный проезд | [ 160 ] [ 161 ]      |
| Свободный проспект                                           | 1906                        | Образован при планировке посёлка Новогиреева до его вхождения в состав Москвы в 1960 году | В 1972 году включён в состав Зелёного проспекта | [ 25 ] [ 72 ]        |
| Слободской проспект или проезд                               | середина 1910-х             | Образован при планировании застройки этой местности | В 1974 году был объединён со Слободским проспектом в проспект Будённого | [ 11 ] [ 162 ]       |
| Советский проспект                                           | 1930-е                      | Образован в результате переименования Баронского проспекта, появившегося при планировке посёлка Новогиреева до его вхождения в состав Москвы в 1960 году | В 1940-е переименован в Союзный проспект | [ 80 ] [ 163 ]       |
| Сокольничий, Большой Сокольничий или Сокольнический проспект | XIX век                     | Образован при создании парка Сокольники | В 1922 году включён в состав Богородского шоссе | [ 164 ] [ 165 ]      |
| Малый Сокольничий проспект                                   | XIX век                     | Образован при создании парка Сокольники | В начале XX века включён в состав Поперечного просека | [ 166 ]              |
| Сосновый проспект                                            | 1930-е годы                 | Образован в бывшем посёлке Ленине до его включения в состав Москвы в 1960 году | В 1965 году переименован в Тимуровскую улицу | [ 167 ] [ 168 ]      |
| Сталина проспект                                             | ?                           | Образован в посёлке Красный Строитель до его включения в состав Москвы в 1960 году | В 1962 году переименован в Ступинскую улицу | [ 169 ] [ 170 ]      |
| Суворова проспект                                            | ?                           | Образован в посёлке Красный Строитель до его включения в состав Москвы в 1960 году | В 1966 году переименован в Мелитопольскую улицу | [ 171 ] [ 172 ]      |
| Царицынский проспект                                         | до 1867                     | Вёл от железнодорожной станции «Верхние Котлы» до Царицынского парка | В 1930 году переименован в Воробьёвскую улицу, затем — в Сосновую улицу, в 1965 году часть её была включена в состав Пролетарского проспекта, а в 1977 году оставшаяся часть переименована в Луганскую улицу | [ 173 ]              |
| Южный проспект                                               | до 1941                     | Образован в селе Покровском-Стрешневе до его включения в состав Москвы в 1960 году | В 1941 году переименован в Южную улицу, в 1956 — в Сосновую улицу | [ 174 ] [ 175 ]      |